# Sergiev Posad
Sergiev Posad (Russisch: Сергиев Посад) is een stad in de Russische oblast Moskou, op ongeveer 70 kilometer ten noordoosten van Moskou. De stad maakt deel uit van de zogenaamde Gouden Ring. Tijdens de communistische periode heette het stadje Zagorsk (Russisch: Загорск), naar de revolutionair Vladimir Zagorski.
De stad is vooral bekend door het Troitse-Sergieva Lavra klooster dat hier in de 14e eeuw door de heilige Sergius van Radonezj werd gesticht. Dit klooster was een van de grootste en belangrijkste in het land, en draagt dan ook de eretitel Lavra. Dit Lavra van de Heilige Drie-eenheid is tevens de zomerresidentie van de patriarch van Moskou, en wordt door Russen dan ook gezien als het Russische Vaticaan. Van 23 september 1608 tot 12 januari 1610 belegerde het Pools-Litouws leger tevergeefs het klooster tijdens de Belegering van de Troitse-Sergieva Lavra (Russisch: Троицкая осада of Троицкое сидение).
Bezoekers aan het Lavra komen binnen door de Rode Poort, waar fresco's te zien zijn die het leven van Sergej van Radonezj voorstellen. Het klooster herbergt drie kathedralen: de kathedraal van de Drie-eenheid, de Hemelvaartskathedraal en de St. Sergejkathedraal. De Hemelvaartskathedraal is een gebouw met gouden koepels en blauwe koepels bezaaid met gouden sterren. In deze kathedraal ligt Sergej van Radonezj begraven. De Drie-eenheidskathedraal is een kopie van de hemelvaartskathedraal in het Kremlin in Moskou. Naast de kathedraal ligt Boris Godoenov begraven. Op de open binnenplaats van het klooster, naast de Drie-eenheidskathedraal is ook nog een heilige bron te vinden.
Aprelevka · Balasjicha · Bronnitsy · Chimki · Chotkovo · Dedovsk · Dmitrov · Doebna · Dolgoproedny · Domodedovo · Drezna · Dzerzjinski · Elektrogorsk · Elektro-oegli · Elektrostal · Frjazino · Golitsyno · Istra · Ivantejevka · Jachroma · Jegorjevsk · Joebilejny · Kasjira · Klimovsk · Klin · Koebinka · Koerovskoje · Kolomna · Koroljov · Kotelniki · Krasnoarmejsk · Krasnogorsk · Krasnozavodsk · Krasnoznamensk · Likino-Doeljovo · Ljoebertsy · Lobnja · Loechovitsy · Losino-Petrovski · Lytkarino · Moskovski · Mytisjtsji · Naro-Fominsk · Noginsk · Odintsovo · Orechovo-Zoejevo · Ozjerelje · Ozjory · Pavlovski Posad · Peresvet · Podolsk · Poesjkino · Poesjtsjino · Protvino · Ramenskoje · Reoetov · Roeza · Rosjal · Sergiev Posad · Serpoechov · Sjatoera · Sjtsjerbinka · Sjtsjolkovo · Solnetsjnogorsk · Staraje Koepavna · Stoepino · Taldom · Troitsk · Tsjechov · Tsjernogolovka · Vereja · Vidnoje · Volokolamsk · Voskresensk · Vysokovsk · Zarajsk · Zjeleznodorozjny · Zjoekovski · Zvenigorod
Aleksandrov · Bogoljoebovo · Gorochovets · Goes-Chroestalny · Ivanovo · Jaroslavl · Joerjev-Polski · Kaljazin · Kideksja · Kostroma · Moerom · Moskou · Oeglitsj · Palech · Pereslavl-Zalesski · Pljos · Rostov · Rybinsk · Sergiev Posad · Soezdal · Toetajev · Vladimir